# Конституція 9 травня
Конституція 9 травня (чеськ. Ústava 9. května, словац. Ústava 9. mája), також Конституція Чехословаччини 1948 (чеськ. Ústava Československé republiky, словац. Ústava Československej republiky) — основний закон Чехословацької республіки, прийнятий 9 травня 1948  і чинний до 11 липня 1960, коли була прийнята Конституція ЧССР.

## Основні положення
За конституцією 1948 року Чехословаччина - народно-демократична республіка, що є єдиною державою двох рівноправних слов'янських націй, чехів і словаків. При цьому з метою забезпечення їх фактичної рівноправності, з урахуванням того, що центр країни та Чехії збігається, на території Словаччини створено особливі словацькі національні органи, які разом з іншими органами управління та влади в єдиній республіці повинні створювати однаково сприятливі умови для економічної, культурної. та соціального життя обох націй.
Єдиним джерелом усієї влади в державі є «трудовий народ міста та села на чолі з робітничим класом». Свою державну владу він здійснює через представницькі органи, що обираються ним (Національні збори, Словацька національна рада і Національні комітети), які контролюються народом і відповідальні перед ним. З цією метою обумовлюється право виборців відкликати депутатів у будь-який час.
Виборче право є загальним, рівним та прямим при таємному голосуванні; воно єдине щодо всіх представницьких органів та їм наділяються всі громадяни країни. Віковий ценз для активного виборчого права (обирати) - 18 років; пасивного («бути обраним») – 21 рік.
У систему вищих органів державної влади та державного управління входять:
- Національні збори (вищий орган державної влади та верховний законодавчий орган),
- Президент республіки та
- уряд.

Національні збори обираються на 6 років  за нормою 1 депутат на 35 000 осіб населення. На виборах 1954 обрано 368 депутатів Національних зборів. Зі свого складу воно обирає Президію Національних зборів Чехословацької Республіки у складі 24 членів.
Національні збори видає закони, що діють на всій території держави, схвалює у формі законів державний бюджет та народногосподарський план, контролює їх виконання та перевіряє державний заключний баланс. Право внесення законопроектів до Національних зборів надається уряду та депутатам.
Главою держави є президент, який обирається Національними зборами терміном на 7 років. Президент:
- представляє державу в галузі зовнішніх відносин, у тому числі: укладає [4] та ратифікує міжнародні договори, приймає та уповноважує представників іноземних держав (вручає вірчі грамоти).
- скликає, відстрочує та розпускає Національні збори; підписує ухвалені ним закони, а також деякі документи, що виходять від Президії Національних зборів,
- призначає голову та інших членів уряду та відкликає уряд, якщо він подає у відставку, або окремих членів уряду, які подають у відставку;
- має право амністії,
- є верховним головнокомандувачем збройних сил.

На підставі ухвали уряду президент також оголошує військовий стан, а за рішенням Національних зборів має право оголошення війни.
Уряд Чехословаччини складається з голови, його заступників та членів уряду (міністрів та державних секретарів). У своїй діяльності уряд відповідальний перед Національними зборами. Призначає уряд президент, після чого він зобов'язаний подати Національним зборам свою програму та просити його довіри. При цьому Національні збори мають право у будь-який час висловити недовіру уряду або окремим його членам.
Уряд вносить до Національних зборів проекти законів та видає розпорядження щодо їх здійснення, призначає працівників до органів державного управління, керує системою національних комітетів. Уряд є вирішальним державним органом у сфері прямого керівництва народним господарством та рештою суспільного життя (культурою, охороною здоров'я тощо).
Словацька національна рада — орган, який обирається на 6 років за тією самою нормою, що й Національні збори. На виборах 1954 до складу Словацької національної ради обрано 104 депутати.

## Конституційні закони 1950-1956
Після прийняття Конституції протягом 1950-1956 прийнято шість конституційних законів (форма введення поправок до конституції або її доповнення актами конституційного змісту):
- про врегулювання організації державного управління (1950)
- про судоустрій та прокуратуру (1952)
- про підпорядкованість національних комітетів (1953)
- про національні комітети (1954)
- про вибори до Національних зборів та Словацької національної ради (26 травня 1954)
- про значне розширення повноважень словацьких національних органів (31 липня 1956)